# 薩爾姆河
49°50′25″N 6°51′8″E / 49.84028°N 6.85222°E

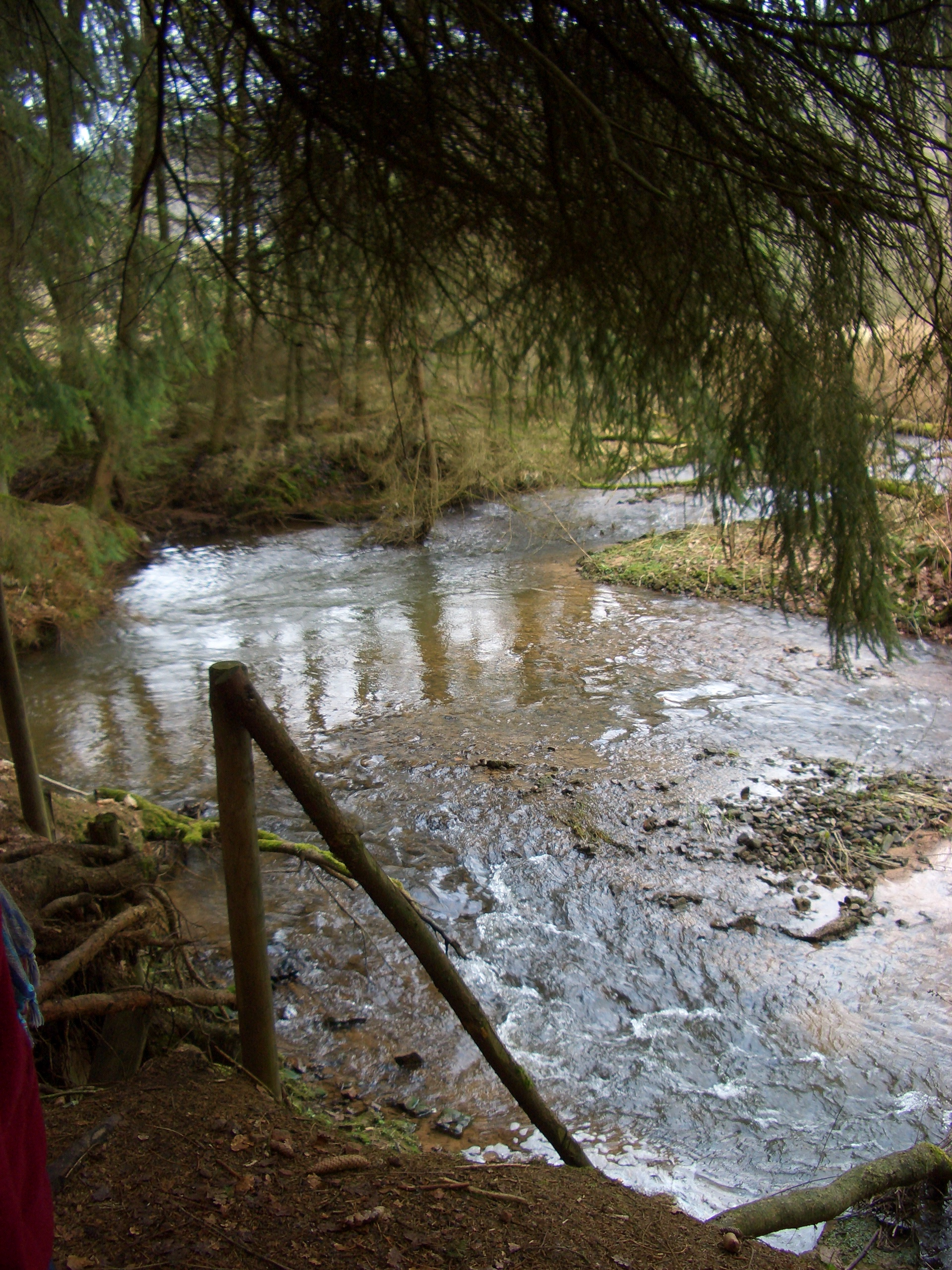

薩爾姆河（德语：Salm）是德國的河流，位於莱茵蘭-普法爾茨州，屬於摩澤爾河的左支流，河道全長74公里，發源自艾费尔山，流經大利特根、德賴斯和薩爾姆塔爾，河口處在克吕瑟拉特。